# Glasnost

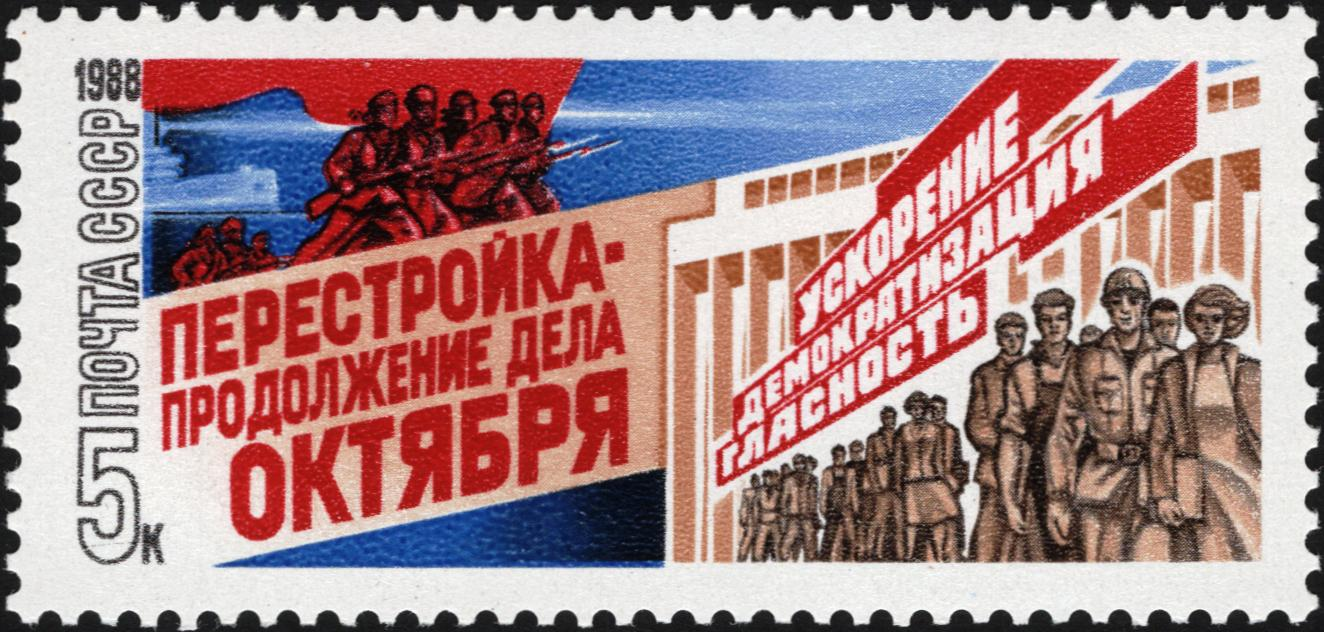
Một con tem Liên Xô phát hành năm 1988 có ghi khẩu hiệu cải cách: Tăng tốc, dân chủ hóa, glasnost

Glasnost (tiếng Nga: гла́сность, IPA: [ˈɡlasnəsʲtʲ] ⓘ, tạm dịch là Công khai hóa) là chính sách công khai hóa và minh bạch hóa đến mức tối đa các hoạt động của những cơ quan nhà nước và tự do thông tin và ngôn luận tại Liên Xô. Đây là chương trình do Mikhail Sergeyevich Gorbachyov đề xướng, như 1 phần của chương trình "Cải tổ" của ông vào nửa cuối thập niên 1980. Từ này thường xuyên được Gorbachyov nhắc tới để chỉ các chính sách mà ông tin có thể giúp giảm tham nhũng trong đội ngũ lãnh đạo của Đảng và Nhà nước Liên Xô, và làm giảm việc lạm dùng quyền lực của Trung ương Đảng.
Glasnost còn dùng để chỉ thời kỳ nhất định trong lịch sử Liên Xô hồi thập niên 1980 khi mà người ta ít bị kiểm duyệt hơn và tự do thông tin hơn.